# Heinrich Gieseke (Architekt)
Heinrich Ernst Conrad Gieseke (auch: Heinrich Giesecke; * 10. April 1877 in Limmer; † 20. Februar 1961) war ein deutscher Architekt.

## Leben

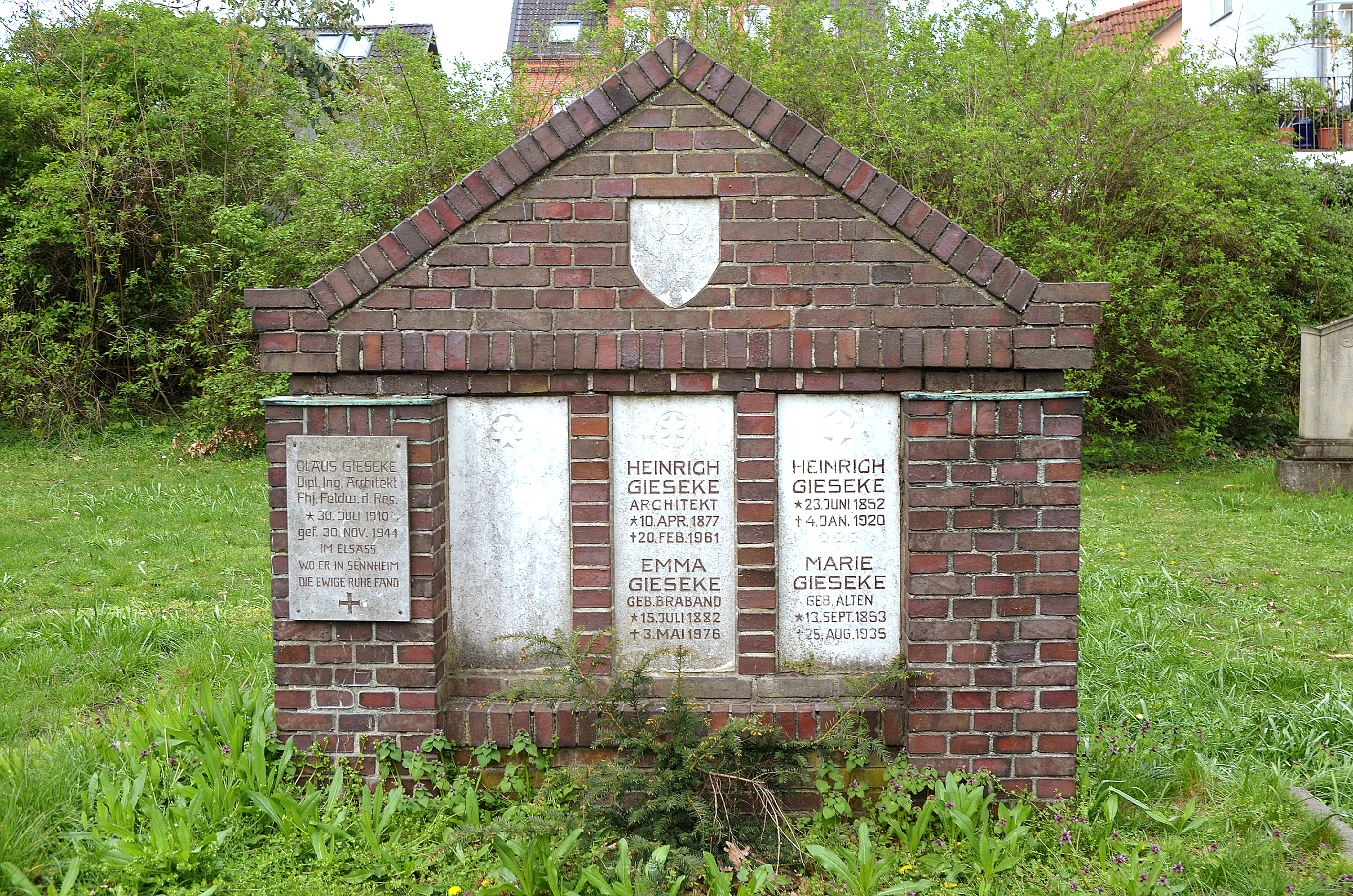
Familiengrab der Giesekes, darunter der Maurermeister Heinrich Gieseke, auf dem Alten Limmer Friedhof

Heinrich Gieseke war laut der Wappenrolle des Heraldischen Vereins „Zum Kleeblatt“ ein Mitglied des im heutigen Niedersachsen seit dem 16. Jahrhundert nachweisbaren Bauern-Geschlechtes Gieseke. Sein Vater war der 1820 in Badenstedt geborene Maurermeister Johann Heinrich Friedrich Gieseke.
Gieseke, Mitglied im Bund Deutscher Architekten (BDA), schuf neben Gebäuden insbesondere zahlreiche Grabmäler.
Zur Zeit des Nationalsozialismus übernahm Giesecke den Vorsitz des Heraldischen Vereins „Zum Kleeblatt“ von 1888 zu Hannover.

## Werke
Im Stadtarchiv Hannover finden sich im Nachlass des Architekturhistorikers Günther Kokkelink als Archivalien unter der Archivsignatur StadtA H 3.NL.518 Nr. 724 neben Abbildungen von Grabmälern, Grundrissen, Fotos und Negativen sowie Kopien aus der Entnazifizierungsakte unter anderem folgende nach Entstehungszeit sortierte Materialien:
- 1887–1889: Schülerarbeiten Giesekes[4]
- 1905–1906, gemeinsam mit Theodor Fusch: Neubau des Gutshauses Wolff; Bomlitz[4]
- um 1907: Umbauten am Hotel Oranienhof, Bad Kreuznach[4]
- 1910: Miethaus in der Wunstorfer Straße 58, mit eigener Wohnung im 1. Stock in Hannover-Limmer[4]
- 1911: Grabmal für ein Erbbegräbnis in Hannover-Limmer[4]
- 1912: Grabstein für Familie Kirchmann in Stöcken[4]
- 1912–1915: verschiedene Grabmäler, darunter für Emma Wolters, Ernst Röder, Georg Elmhorst, Friedrich Schwerdtfeger, [Carl Meyer], Familie Michaelis sowie weitere Erbbegräbnisse in Hannover-Linden[4]
- 1914: Miethausgruppe in Hannover-Linden[4]
- 1919: Kriegerdenkmal in Hannover-Limmer[4]